# جون روجر كيركباتريك سكوت
جون روجر كيركباتريك سكوت هو محامي وسياسي أمريكي، ولد في 6 يوليو 1873، وتوفي في 9 ديسمبر 1945. نشط حزبياً في الحزب الجمهوري. وقد انتخب عضو مجلس نواب بنسيلفانيا ‏ وانتخب عضو مجلس النواب الأمريكي ‏.